# Интерьерный театр
Санкт-Петербургский Интерьерный театр — драматический театр в Санкт-Петербурге.
Интерьерный театр, создателем и бессменным руководителем которого является режиссёр Николай Беляк, всегда представлял интересы петербургской культуры, раскрывал её самобытность и уникальность. За прошедшие двадцать семь лет с момента своего создания он реализовал себя как особый театр, который организовывал в различных архитектурных пространствах Петербурга художественные высказывания, вызвавшие значимый социокультурный резонанс.
Сейчас основой деятельности Интерьерного театра является создание и регулярный прокат классического и современного камерного репертуара в его помещении на Невском проспекте, 104.

## История
Санкт-Петербургский Интерьерный театр официально был создан 8 июля 1988 года. Но впервые город заговорил о новом художественном направлении в конце 1970-х гг., когда группа театральных энтузиастов под руководством режиссёра Николая Беляка осуществила постановку «Сцены из „Фауста“» А. С. Пушкина в помещениях Ленинградского Дома архитектора. Классический текст разыгрывался в интерьере домашней библиотеки бывшего особняка Половцова. Таким образом ещё в 1976 году премьерой спектакля «Сцена из „Фауста“» Николай Беляк заявил о своей эстетической программе, реализовавшейся в оригинальном направлении драматического театра — т. н. «интерьерном театре». Архитектурное пространство Петербурга рассматривалось как художественное пространство для различных интерьерных спектаклей.
Так возник проект цикла интерьерных спектаклей по «Маленьким трагедиям» А. С. Пушкина, интерьерные вечера в Доме Державина на Фонтанке, постановка пьесы Н. Некрасова «Осенняя скука» в кабинете музея-квартиры поэта, проект «Радикс!», посвящённый русскому авангарду 1920-х гг. и осуществлённый совместно с парижским театром «Ля Фабрикс» во Дворце спорта «Юбилейный», интерьерный спектакль «День будет…» по пьесе Л. Андреева «Реквием» в выставочном зале Интерьерного театра на Невском проспекте, 104 и др.
Активное участие Интерьерного театра в общественной и культурной жизни Ленинграда, Петербурга (более 100 различных социокультурных акций, таких как защита «Дома Дельвига» от сноса в 1986 г., «День горожанина» в 1988 г., «Космос — Человек — Культура» в 1991 г., церемония закрытия «Игр Доброй Воли-94», «Петербургский карнавал-97», «Юбилейное десятилетие» в 1993—2003 гг. и т. д.) осуществлялось в рамках грандиозного проекта «Городская мистерия», задачей которого было раскрывать и актуализировать средствами интерьерного театра уникальность петербургской культуры.
В 1991 г. было положено начало созданию уникальной коллекции карнавальных костюмов по мотивам архитектурных памятников и городской скульптуры Санкт-Петербурга. Костюмы принимали участие во многих значимых городских и международных мероприятиях.
Камерные спектакли театра — лауреаты и дипломанты различных международных театральных фестивалей. В 2011 г. Санкт-Петербургский Интерьерный театр был награждён медалью Фонда Г. В. Старовойтовой.
В 2005 г. на базе театра был набран актёрский курс при СПбГАТИ, выпускники которого стали основой молодой труппы театра и творческим ядром в осуществлении его современных замыслов.
В 2012 г. был набран следующий актёрский курс.
Ежегодно в театре особо отмечаются дни рождения Г. Р. Державина, А. С. Пушкина, О. Э. Мандельштама, регулярно проходят вечера памяти выдающегося политика Г. В. Старовойтовой.
Санкт-Петербургский Интерьерный театр является соучредителем арт-центра «Пушкинская, 10», музыкального фестиваля «Три века русского романса», кинотеатрального фестиваля «Terra Incognita», посвящённого неизвестным явлениям в искусстве театра и кино.

## Руководство
Художественный руководитель — Беляк Николай Владимирович. Главный художник — Борнштейн Марк Иосифович. Технический директор — Самигуллин Фуат Фаратович